# Centre hospitalier intercommunal de Poissy-Saint-Germain-en-Laye
El Centre hospitalier intercommunal de Poissy-Saint-Germain-en-Laye (CHIPS) es un hospital público situado en Poissy y Saint-Germain-en-Laye. Fue construido en el siglo XX.
Es un hospital docente de la Universidad de Versailles Saint Quentin en Yvelines.